# 高唐州
高唐州，元朝时设置的州。
至元七年（1270年）置，治所在高唐县（今属山东省）。辖境相当今山东省武城、夏津、高唐等县地。明朝洪武初年，省高唐县入州。1913年改州为县。